# Amadou Amadou
Amadou Amadou (ou Ahmadou Ahmadou ; peul : Aamadu Aamadu) était petit-fils du fondateur de l'empire peul du Macina, Sékou Amadou. Il a régné sur le Macina depuis la mort en 1853 de son père, Amadou Sékou, jusqu'à sa mort en 1862. Il est mort à la suite de la défaite du Macina par l'empire toucouleur (1861).

## Biographie
Amadu III était le petit-fils du fondateur de la Diina de Hamdullahi, Seku Amadu. Entre 1810 et 1818, Seku Amadu (Aḥmad bin Muḥammad bin Abi Bakr Lobbo) a lancé un jihad contre les chefs Fulbe à Masina, affluents du Bambara païen de Segu, qu'il accusait d'idolâtrie. Les objectifs du djihad se sont rapidement étendus à celui de la conquête des Bambara et d'autres dans la région. Aḥmad bin Muḥammad a établi un grand empire basé sur Hamdallahi, qu'il avait fondé comme capitale. Il a reçu le soutien de Tukoloret les Fulbe qui cherchaient l'indépendance des Bamabara, bien que plus tard il ait rencontré la résistance de ces personnes quand il a imposé une théocratie islamique rigoureuse basée sur l'interprétation maliki de la charia. L'État était dirigé par un conseil de quarante anciens, qui donnait des directives aux gouverneurs de province. La plupart des gouverneurs étaient liés à Aḥmad bin Muḥammad. Quand Aḥmad bin Muḥammad est mort en 1844, il a été remplacé par son fils Aḥmad bin Aḥmad (Amadu II), père d'Amadu III.

## Sources
- L'empire peul du Macina, 1818-1853, de Amadou Hampâté Bâ et Jacques Daget, aux Nouvelles Éditions Africaines.
- Un empire peul au XIXe siècle. La Diina du Maasina, de Bintou Sanankoua, aux éditions Karthala ACCT.